# Archidendron oppositum
Archidendron oppositum là một loài thực vật có hoa trong họ Đậu. Loài này được (Miq.) I.C.Nielsen miêu tả khoa học đầu tiên.